# Gurney Point
Der Gurney Point ist ein schmales, 610 m hohes Felsenkap am George-VI-Sund an der Rymill-Küste im Westen des Palmerlands auf der Antarktischen Halbinsel. Es markiert das westliche Ende eines Bergkamms, der den Bertram-Gletscher vom Ryder-Gletscher trennt.
Der US-amerikanische Polarforscher Lincoln Ellsworth entdeckte und fotografierte das Kap erstmals bei einem Überflug am 23. November 1935. Diese Aufnahmen dienten dem US-amerikanischen Kartografen W. L. G. Joerg für eine erste Kartierung. 1936 wurde es durch Teilnehmer der British Graham Land Expedition (1934–1937) erneut vermessen. Das UK Antarctic Place-Names Committee benannte es 1954 nach Norman Arthur L. Gurney (1912–1980), einem Teilnehmer der British Graham Land Expedition.